# Karl Münter
Pour les articles homonymes, voir Münter.
Karl Münter (né le 28 novembre 1922 et mort le 20 septembre 2019 à Nordstemmen, en Basse-Saxe, en Allemagne) est un soldat SS condamné par contumace pour le meurtre de 86 Français à Ascq (Villeneuve-d'Ascq) (Nord), dans la nuit du samedi au dimanche des Rameaux le 2 avril 1944, environ deux mois avant le débarquement allié en Normandie.

## Biographie
Karl Münter,,est né en 1922 en Allemagne,,.

### Le Massacre d'Ascq
Karl Münter est âgé de 21 ans, et membre de la 12e division SS Hitlerjugend, lorsque dans la nuit du 1er avril 1944, un train transportant 400 soldats de sa division déraille légèrement à la suite d'un sabotage de la Résistance. En représailles, 86 hommes du village d'Ascq sont fusillés, le plus jeune âgé de 15 ans.

### Condamné à mort par contumace
Karl Münter est condamné à mort in absentia par un tribunal militaire français en 1949 pour son rôle dans le massacre d'Ascq. Il est pardonné en 1955 dans le cadre de la réconciliation franco-allemande.